# Hüttikon
Hüttikon – miejscowość i gmina (Politische Gemeinde) w północnej Szwajcarii, w kantonie Zurych, w okręgu (Bezirk) Dielsdorf.

## Demografia
W Hüttikonie mieszka 959 osób. W 2021 roku 16,8% populacji gminy stanowiły osoby urodzone poza Szwajcarią.